# On3

Logo der Dachmarke „on3“

on3 war die Dachmarke für sämtliche trimedial gestützten Jugendangebote des Bayerischen Rundfunks im Radio, Fernsehen und Internet. Sie wurde am 30. März 2009 eingeführt und wurde schrittweise in die Namen bestehender Angebote integriert.
Nachdem 2012 on3-südwild eingestellt worden war, wurde Anfang 2013 die on3-startrampe zu Startrampe. Die Marke verblieb nur noch bei on3-radio, das jedoch am 15. Mai 2013 in das neue BR-Jugendradio Puls überführt wurde.
on3 umfasste folgende Inhalte:
- on3-radio, ein Jugendradiosender
- on3-südwild, ein werktägliches Jugendmagazin zum Mitmachen auf BR-alpha
- on3-startrampe, ein wöchentliches Musikmagazin mit Nachwuchsinterpreten auf BR-alpha

Ergänzt wurde dieses Angebot durch andersartig konzipierte Formate wie den Zündfunk auf Bayern 2.
Die Marke on3 wurde auch für verschiedene Veranstaltungen verwendet, wie das on3-Festival und die on3-Lesereihe. Designliga, ein Büro für Visuelle Kommunikation und Innenarchitektur aus München, entwickelte gemeinsam mit dem Sender den Namen, die Markenarchitektur, das Corporate Design sowie das Design der Website.